# Bitwa pod Imbramowicami i w Glanowie

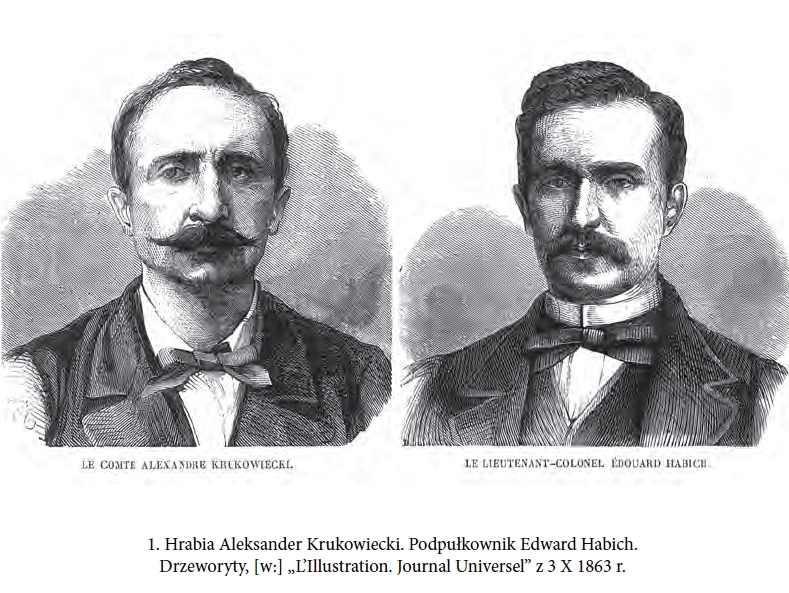
Aleksander Krukowiecki i ppłk Edward Habich

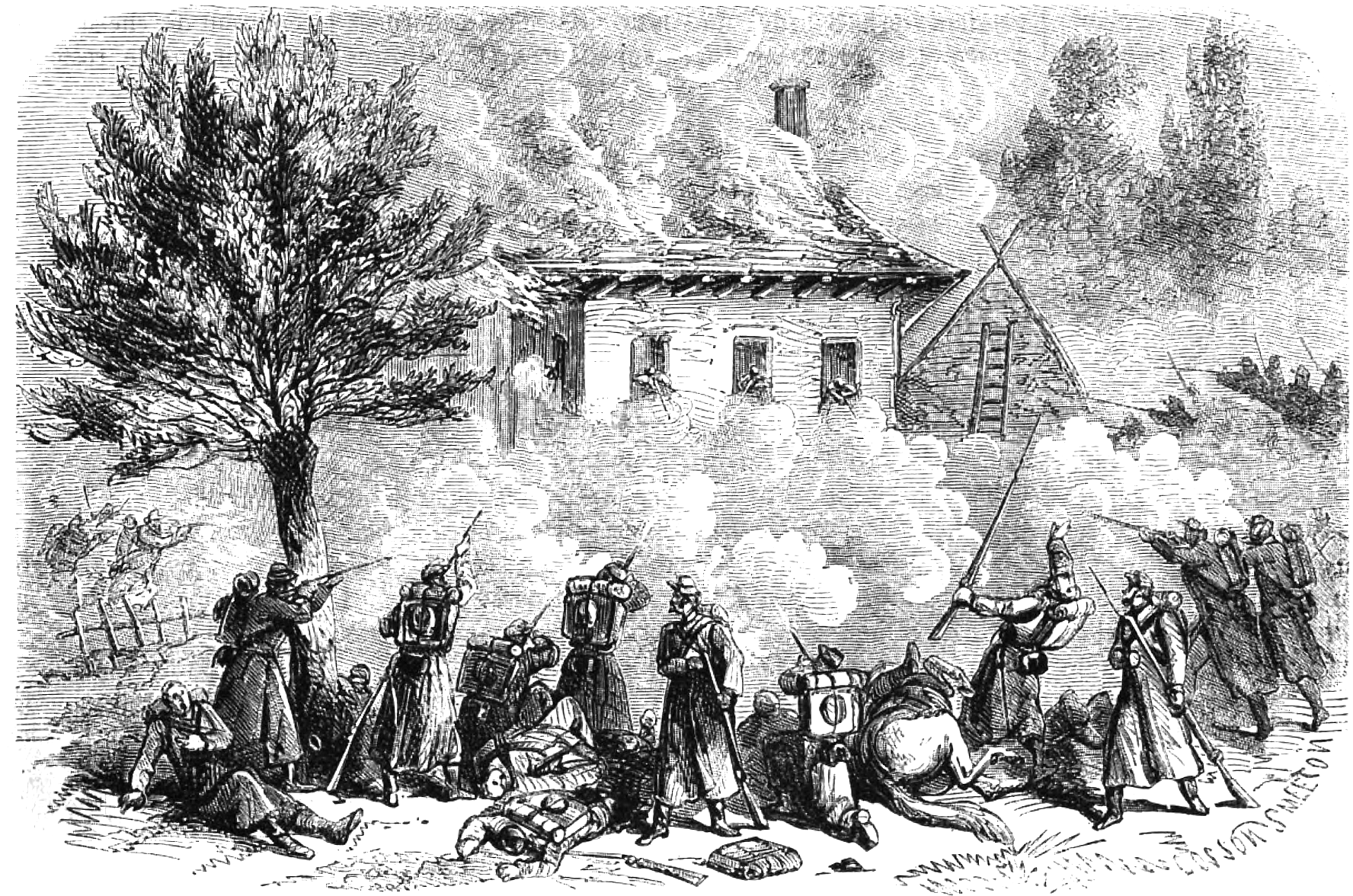
Obrona dworu w Glanowie

Bitwa pod Imbramowicami i w Glanowie – bitwa powstańców styczniowych z armią Imperium Rosyjskiego stoczona 15 sierpnia 1863 roku.

## Oddział hr. Krukowieckiego
W 1863 hrabia Aleksander Krukowiecki (ps. Brzeziński, Żubr), ziemianin, właściciel dóbr w powiecie przemyskim, aktywnie uczestniczył w powstańczej konspiracji. Własnym kosztem wyposażył i uzbroił oddział liczący ok. 400 ochotników, który został połączony z ugrupowaniem pułkownika Aleksandra Taniewskiego (ps. Tetera). Dowódcami w oddziale byli ppłk Edward Habich i jego brat ppłk Gustaw Habich. Byli to oficerowie armii carskiej, którzy jeszcze przed powstaniem wystąpili z wojska i udali się na emigrację. Na wieść o wybuchu powstania przybyli do Krakowa, aby oddać się do dyspozycji tworzących się oddziałów powstańczych. Oddział Krukowieckiego przeszedł gruntowne dwumiesięczne przeszkolenie w okolicach Krakowa i w sierpniu był gotowy do akcji zbrojnej.
Dowództwo Powstania podzieliło ugrupowanie na dwie części. W nocy z 14 na 15 sierpnia, obydwie grupy weszły do Królestwa. Pierwsza grupa pod dowództwem płk Taniewskiego, przekroczyła graniczną Wisłę w rejonie Cła i Wolicy. Druga grupa pod dowództwem braci Habichów, wraz z Krukowieckim, w sile 350 powstańców weszła do zaboru rosyjskiego przez Szyce. Przy przekraczaniu kordonu granicznego doszło do konfrontacji z wojskiem austriackim, z ofiarami śmiertelnymi po obu stronach, chociaż dowódcy oddziału powstańczego starali się tego uniknąć.

## Potyczka pod Pieskową Skałą

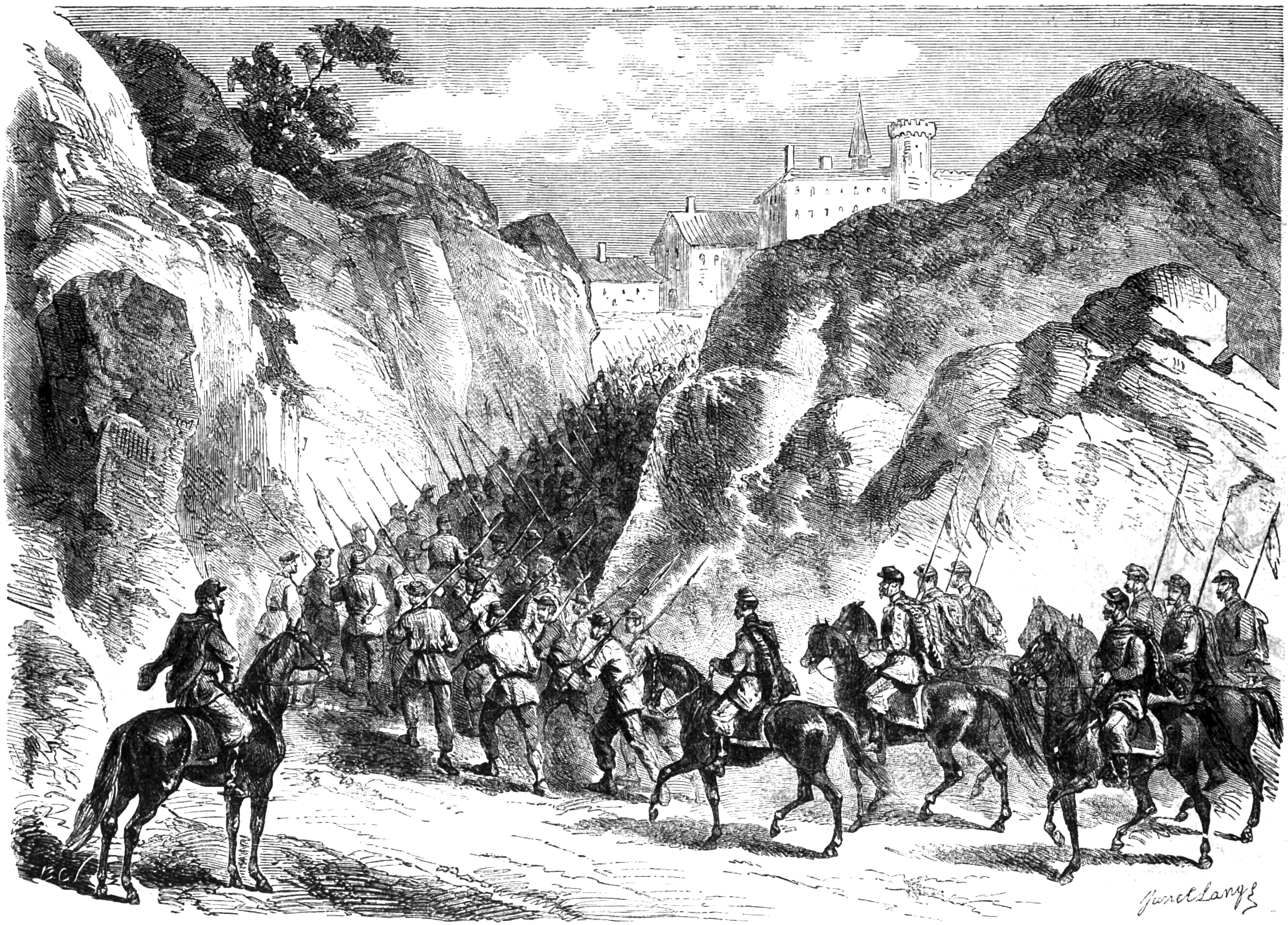
Oddział Krukowieckiego pod Pieskową Skałą

Celem przemarszu oddziału było połączenie się z siłami Zygmunta Chmieleńskiego, legendarnego już wtedy dowódcy, działającego w okolicach Lelowa i Szczekocin. Chmieleński, jak było planowane, miał im wyjść na spotkanie w pobliżu Szreniawy, położonej między Wolbromiem a Miechowem.
Wczesnym rankiem, oddział dotarł do Czajowic, gdzie zatrzymano się na krótki odpoczynek i posiłek. Przemarsz tak dużej grupy zbrojnej nie mógł być niezauważony przez Rosjan. Wkrótce za Pieskową Skałą ukazało się wojsko carskie w sile jednej roty i 20 Kozaków, przybyłych z pobliskiej Skały, chcąc zagrodzić drogę Polakom.
Habichowie uformowali oddział w trzy kompanie. Pierwsza pod dowództwem Krukowieckiego zajęła las na wzgórzu za zamkiem, druga broniła drogi do Wielmoży, a trzecia zajęła wejście do budynków dworskich przy zamku. Kompania Krukowieckiego brawurowym atakiem uderzyła na rotę Moskali i zmusiła ich do bezładnej ucieczki. Straty w tej potyczce wyniosły 11 Rosjan i 2 Polaków. Był to chrzest bojowy oddziału powstańczego, zakończony ich zwycięstwem.
Rezultatem tej potyczki było prawdopodobne zaalarmowanie głównych sił rosyjskich stacjonujących w Olkuszu i w Miechowie, przez uciekających Kozaków. Z pewnością wojsko carskie miało również bardzo dobre informacje od swoich szpiegów w Galicji o przekroczeniu kordonu granicznego przez duży oddział powstańczy.
Dalszy przemarsz powstańców przez Wielmożę i Zagórowę odbywał się bez żadnych zakłóceń. W południe oddział dotarł do Glanowa, gdzie planowany był dłuższy odpoczynek i posiłek.

## Bitwa
Powstańcom jednak nie dane było odpocząć po 30 kilometrowym marszu oraz stoczonej rankiem potyczce z Moskalami. Wkrótce, dowództwo oddziału otrzymało wiadomość o zbliżających się kolumnach wojsk carskich, z dwóch stron jednocześnie, od zachodu z Olkusza i od wschodu z Miechowa. Habichowie polecili Krukowieckiemu z plutonem 19 saperów, aby urządził zasadzkę w wąwozie, w którym biegła droga do Glanowa. Krukowiecki nie mógł tego rozkazu wykonać, gdyż piechota rosyjska, rozwinięta w tyralierę otaczała już Glanów. Na siły rosyjskie składały się cztery roty piechoty oraz sotnia Kozaków, dowodzone przez ks. generała Aleksandra Szachowskiego, cząstkowego dowódcę wojsk rosyjskich na powiaty olkuski i miechowski. Krukowiecki ze swoim plutonem, atakowany przez Rosjan, zdążył się schronić w dworze glanowskim, gdzie wkrótce rozpoczęło się oblężenie przez rosyjską piechotę i Kozaków.
Habichowie widząc, że przyjęcie bitwy w Glanowie nie ma szans powodzenia oraz chcąc uniknąć strat w ludności cywilnej, postanowili wycofać się na odległe ok. 2 km na wschód wzgórze, między drogą do Imbramowic, a lasem Ostryszni. Tym samym, chcieli też nie dopuścić do połączenia się kolumny miechowskiej z olkuską. Habichowie podzielili oddział na dwie części. Pierwsza, pod dowództwem Edwarda Habicha zajęła zachodni brzeg lasu, a druga pod dowództwem Gustawa Habicha, ustawiła się obok wschodniej strony lasu, oczekując zbliżającej się od Uliny kolumny miechowskiej, w sile jednej roty piechoty i Kozaków. Niebawem, kolumna ta dostała się pod celny ostrzał dobrze ukrytych na wzgórzu powstańców. Na podwodach zginęło wielu Moskali, zanim nie zeskoczyli i uformowali się w szyk bojowy.
Szachowski zostawił w Glanowie rotę piechoty i nieco Kozaków do atakowania dworu, a trzy roty z resztą Kozaków przystąpiło od zachodu do ataku na powstańcze pozycje. Do atakujących z obu stron Rosjan, dołączyła wkrótce, rozbita pod Pieskową Skałą, rota piechoty z Kozakami. Przez 3 godziny trwała zacięta walka na wzgórzach, w Wąwozie Ostryszni, aż w końcu powstańcy wycofali się na wzgórze w środkowej części lasu. Zmęczenie po 20 godzinnym marszu i brak odpoczynku, zrobiły swoje. Powstańcy opadli z sił. Szeregi powstańcze szybko topniały.
Edward Habich widząc przerzedzenie w szyku atakujących Moskali na południe od swojego stanowiska, zebrał grupę powstańców zdolnych jeszcze do walki i ostrzeliwując, przedarł się przez młody las, w pola, w kierunku Zagórowy i Zadroża. Zostało przy nim 50 ludzi, którzy tej jeszcze nocy dotarli do lasów koło Pieskowej Skały i wkrótce powrócili do Krakowa.
Gustaw Habich pod osłoną nocy wydostał się z lasu Ostryszni z grupą 70 powstańców i maszerując na północ w kierunku Lelowa, dotarł do ugrupowania Chmieleńskiego.
Szczególnym epizodem w tej bitwie, była bohaterska obrona dworu w Glanowie. Krukowiecki z 19 powstańcami oraz biorącym czynny udział w walce, dzierżawcy dworu, Leonie Bończy Rutkowskim, przez ponad 3 godziny skutecznie odpierali ataki Moskali, którzy spalili zabudowania gospodarskie oraz dach dworu. Zginęło 9 powstańców oraz Leon Rutkowski. Rosjanie stracili ok. 60 zabitych i w końcu odstąpili od oblężenia. Krukowiecki z resztą powstańców wycofał się pod osłoną nocy do Pieskowej Skały, a następnie dotarł do Krakowa.

## Epilog
Habichowie i Krukowiecki byli zmuszeni przez wojska carskie przyjąć bitwę, bez uprzedniego planowania i przygotowania. Bitwa skończyła się klęską powstańców, a oddział uległ rozbiciu. Zadanie połączenia się z oddziałami Chmieleńskiego, zostało tylko w niewielkim stopniu wykonane. Straty powstańców były znaczne, ale i przeciwnik poniósł dotkliwe straty.
Jak donosił krakowski Czas 1863, nr 187 (19 VIII):

Ogólna strata ze strony polskiej wynosi 70 do 80 poległych, z których jednak w boju pod Glanowem, a mianowicie w lesie Imbramowskim zginęło do 50, reszta zaś do 30 są to ranni dobici, lub wzięci w niewolę zamordowani. Dotychczas poległych Polaków pochowano 42 na cmentarzu w Imbramowicach, 11 w Ulinie, 4 w Zadrożu, 2 w Sułoszowej. Rannych jest tylko 22, co okazuje ilu dobić musieli Moskale, gdyż zwykle w każdym boju więcej jest rannych niż poległych. 40 zdrowych wzięli Moskale do niewoli. Wielu wziętych do niewoli zabili objeszczyki i kozacy: i tak trzech schwytanych w Milonkach, odebrawszy im pieniądze, zamordowali okrutnie; 4 w podobny sposób zamordowali na polach Tarnawy, a upędzając się po zbożach za rozpierzchłemi, nie brali do niewoli, lecz strzelali. Ks. Szachowski pozwolił opatrzyć rannych. Ze strony moskiewskiej poległo pod Glanowem i pod Imbramowicami najmniej 120, a drugie tyle jest ranionych. Między rannymi jest także jen. ks. Szachowski postrzelony w nogę. Kilku oficerów moskiewskich i jeden pułkownik polegli.

Klasztor Norbertanek w Imbramowicach, postrzegany przez Rosjan jako silny ośrodek polskości i patriotyzmu, był szczególnym przedmiotem szykan władz. Siostry Norbertanki urządziły szpital polowy dla rannych powstańców, których potem bezpiecznie przewieziono przez granicę do Galicji. Następnego dnia po bitwie, wojsko otoczyło klasztor, chcąc siłą wejść do środka w poszukiwaniu powstańców, jednak gen. Szachowski po pewnym czasie wycofał wojsko. W odwet za bitwę na terenie Imbramowic i Glanowa, władze carskie zabrały klasztorowi resztę majątku jaki jeszcze posiadał oraz zlikwidowały nowicjat i zamknęły prowadzoną przez siostry szkołę żeńską.
Wiadomość o rozbiciu oddziału Krukowieckiego pod Imbramowicami, patriotyczne społeczeństwo Krakowa i Galicji, przyjęło z rozgoryczeniem. Kolejna danina krwi i kosztów poniesionych na wystawienie oddziału, poszła na marne. Żadne poprzednie wyprawy powstańców z Galicji do Królestwa nie przyniosły wymiernej pomocy Powstaniu. Strategia Dowództwa Powstania musiała ulec zmianie. Od tej pory nie organizowano już przekraczania kordonu granicznego przez duże oddziały powstańcze. Pomoc była nadal udzielana, głównie w postaci pieniędzy, broni i amunicji. Małe grupki ochotników nadal przekraczały granicę zasilając szeregi powstańców działających w głębi Królestwa.
Heroiczna obrona dworu w Glanowie, stała się symbolem męstwa i bohaterstwa powstańców, które odbiły się szerokim echem w prasie galicyjskiej, jak i również europejskiej. Umieszczano w nich opisy walki i ilustracje.

## Upamiętnienie

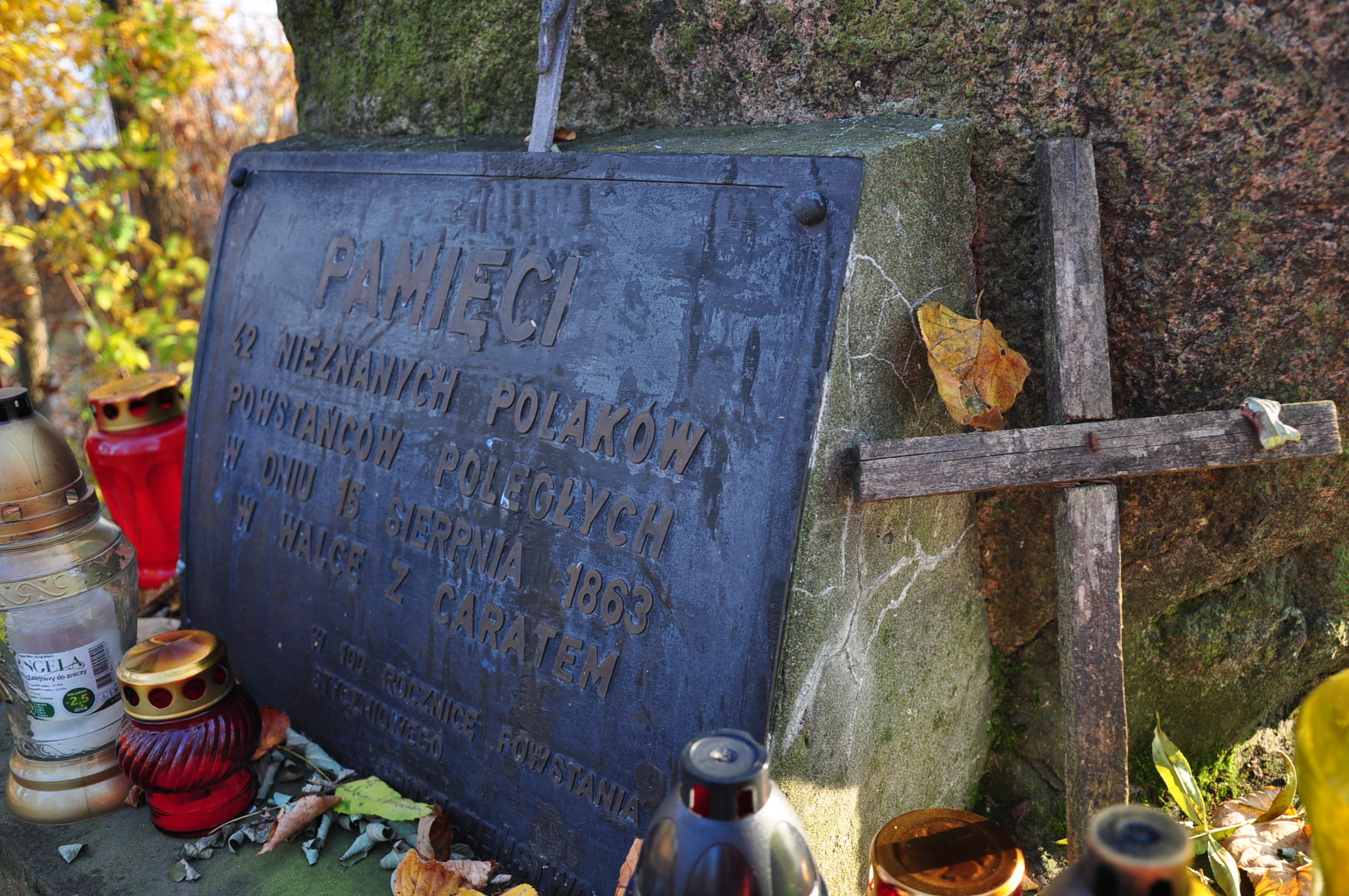
Tablica na mogile 42 powstańców na starym cmentarzu w Imbramowicah

Na Starym Cmentarzu w Imbramowicach, znajduje się mogiła 42 nieznanych powstańców poległych na wzgórzach i w lesie Ostryszni, a także w obronie dworu w Glanowie. W okresie międzywojennym była tu usypana ziemna mogiła z dużym drewnianym krzyżem, którą opiekowała się Dyrekcja Robót Publicznych w Kielcach.
W 1935 kiedy sypano Kopiec Piłsudskiego w Krakowie, właściciel dworu w Tarnawie, Zygmunt Novák, którego przodkowie walczyli w Powstaniu, złożył tam ziemię z mogiły powstańców.
Prof. Zygmunt Novák był również autorem koncepcji obelisku i płyty pamiątkowej, gdy w 1963 władze gminne, obok drewnianego krzyża, wykonały okazałą mogiłę, wygrodzoną płytami z czerwonego piaskowca, a do dużego nieobrobionego bloku z granitu, zwieńczonego metalowym krzyżem, umocowano metalową tablicę z napisem: PAMIĘCI 42 NIEZNANYCH POLAKÓW POWSTAŃCÓW POLEGŁYCH W DNIU 15 SIERPNIA 1863 W WALCE Z CARATEM W 100 ROCZNICĘ POWSTANIA STYCZNIOWEGO SPOŁECZEŃSTWO
W Święto Niepodległości, po mszy św. w kościele parafialnym pw. św. Benedykta Opata w Imbramowicach, społeczeństwo organizuje przemarsz na Stary Cmentarz dla uczczenia pamięci poległych za Ojczyznę i odprawia wspólną modlitwę przy mogile Powstańców.